# شلر (دهانه)
شلر یک دهانه برخوردی در ماه‌ است.